# 宮沢忠孝
宮沢 忠孝（みやざわ ただたか、1967年12月5日-  ）は、日本の警察官僚。内閣官房内閣審議官(内閣情報調査室)=国際テロ情報集約室情報収集統括官。

## 来歴
千葉県出身。開成高校を経て、東京大学法学部を卒業後、1991年 (平成3年)、警察庁入庁。
警備・公安畑が長く、入庁後、鳥取県警察本部警備部警備第一課長、愛知県警察本部警備部公安第一課長、財務省主計局主計官補佐、警察庁長官官房企画官兼警備局外事情報部外事課理事官、在フランス日本国大使館一等書記官・参事官、警察庁警備局公安課長、和歌山県警察本部長、警察庁長官官房総務課長などを歴任。
2019年12月25日、沖縄県警察本部長に就任し、国境離島警備隊の発足などを行った。
2021年1月15日、警察庁長官官房審議官(警備局担当)に就任し、同年9月16日、警視庁公安部長に就任。
2022年8月30日、警察庁警備局外事情報部長に就任。
2023年8月31日、千葉県警察本部長に就任し、「働きがい」「働きやすさ」の向上を目指し、職員手当の充実や警察施設の整備などに取り組んだ。
2025年4月18日、内閣官房内閣審議官(内閣情報調査室)=国際テロ情報集約室情報収集統括官に就任。

## 略歴
- 1991年4月-    警察庁入庁[12][11]
- 1994年8月-    鳥取県警察本部警備部警備第一課長[25]
- 1995年8月-    愛知県警察本部警備部外事課長[25]
- 1996年9月-    愛知県警察本部警備部公安第一課長[26]
- 1997年7月-    警察庁長官官房教養課付(警察庁海外調査研究員(フランス国家高等警察学校)[11][27]
- 1998年8月-    警察庁警備局公安第三課課長補佐[11]
- 2000年3月-    警察庁長官官房人事課課長補佐[11]
- 2001年7月-    財務省主計局主計官補佐[11]
- 2003年9月-    警察庁警備局警備企画課課長補佐[11]
- 2005年5月-    警視庁警務部教養課長 (任警視正)[28]
- 2006年8月-    警察庁長官官房企画官兼警備局外事情報部外事課理事官[29]
- 2007年7月-    在フランス日本国大使館一等書記官・参事官[11]
- 2010年8月-    警察庁長官官房会計課監査室長[11]
- 2012年1月-    警察庁長官官房国家公安委員会会務官付理事官(松原仁国家公安委員長・小平忠正国家公安委員長秘書官事務取扱)[11]
- 2013年1月-    警察庁長官官房会計課会計企画官兼理事官 (任警視長)[30]
- 2015年
  - 1月-    警察庁外事情報部国際テロリズム対策課長[31][30]
  - 12月-  警察庁警備局公安課長[32][33]
- 2017年1月-    和歌山県警察本部長[34][35]
- 2018年7月-    警察庁長官官房総務課長 (任警視監)[36][37]
- 2019年12月-  沖縄県警察本部長[13][14]
- 2021年
  - 1月-     警察庁長官官房審議官(警備局担当)[16][17]
  - 9月-      警視庁公安部長[18][19]
- 2022年9月-     警察庁警備局外事情報部長[20][21]
- 2023年8月-     千葉県警察本部長[22][23]
- 2025年4月-     内閣官房内閣審議官(内閣情報調査室)=国際テロ情報集約室情報収集統括官[2][3][4]